# Exodus: Gods and Kings
Exodus: Gods and Kings es una película dirigida por Ridley Scott, escrita por Adam Cooper, Bill Collage, Jeffrey Caine y Steven Zaillian, y protagonizada por Christian Bale, Joel Edgerton, John Turturro, Aaron Paul, Ben Mendelsohn, María Valverde, Sigourney Weaver y Ben Kingsley. Está basada en las escrituras bíblicas del Éxodo, que narra la esclavitud de los hebreos en el antiguo Egipto y su liberación a través de Moisés. 
Fue estrenada el 5 de diciembre de 2014 en 2D y 3D, y recaudó 268 millones de dólares, frente a los 140 millones de presupuesto. La película fue dedicada a la memoria del director Tony Scott, quien era hermano de Ridley y falleció en agosto de 2012.

## Argumento
En los años 1300 a. C., Moisés, un miembro general y aceptado de la familia real egipcia de la decimonovena dinastía de Egipto, se prepara para atacar un ejército hitita acampado con el príncipe Ramsés en Kadesh. Una suma sacerdotisa adivina una profecía de los intestinos de los animales, que ella relaciona con el padre de Ramsés, Seti I. Ella les cuenta a los dos hombres de la profecía, en la que "un líder" (ya sea Moisés o Ramsés) será "salvo" y el salvador "algún día liderará". Durante la batalla, Moisés salva la vida de Ramsés, dejando a ambos hombres preocupados. Más tarde, Moisés es enviado a la ciudad de Pitom para reunirse con el virrey Hegep, que supervisa a los esclavos hebreos. A su llegada, se encuentra con el esclavo Josué y lo salva de un cruel azote. Moisés está consternado por las horribles condiciones en las que los esclavos deben trabajar. Después, Moisés se encuentra con Nun, quien le informa de su verdadero linaje: es hijo de padres hebreos y fue enviado por su hermana Miriam para que lo criara la hija del faraón. Moisés está atónito por la revelación y se va enojado. Sin embargo, dos hebreos escuchan la historia de Nun e informan de su descubrimiento a Hegep.
Seti muere poco después, y Ramsés se convierte en el nuevo faraón (Ramsés II). Hegep revela el verdadero linaje de Moisés a Ramsés, pero Ramsés no está convencido. A instancias de la Reina Tuya, interroga a la sirvienta Miriam, que niega ser la hermana de Moisés. Cuando Ramsés amenaza con cortarle el brazo, Moisés dice "sí", que es hebreo. Aunque Tuya quiere que maten a Moisés, Ramsés, que todavía no está dispuesto a creer la historia, lo exilia. Antes de salir de Egipto, Moisés se encuentra con su madre adoptiva y Miriam, quienes se refieren a él por su nombre de nacimiento, Moshé. Después de un viaje al desierto, Moisés llega a Madián, donde se encuentra con Séfora y su padre, Jetró. Moisés se convierte en pastor, se casa con Séfora y tiene un hijo, Gersón.
Años más tarde, Moisés resulta herido en un deslizamiento de rocas. Se encuentra con una zarza ardiente y un niño, una manifestación del Dios de Abraham. Mientras se recupera, Moisés revela su pasado a Séfora y revela lo que Dios le ha pedido que haga. Esto abre una brecha entre la pareja, pero Moisés se va de todos modos. En Egipto, Moisés se reúne con Nun y Josué, además de conocer a su hermano Aarón por primera vez. Moisés confronta a Ramsés, exigiendo que los hebreos sean liberados de la servidumbre. Ramsés se niega a escuchar, insistiendo en que liberarlos es económicamente imposible. Cuando Moisés amenaza la vida de Ramsés, Ramsés ordena la muerte de Moisés y también mata a familias hebreas al azar hasta que se encuentre a Moisés. Usando sus habilidades militares, Moisés entrena a los esclavos y los conduce a una insurgencia, lo que incita a Ramsés a tomar represalias duras. La manifestación de Dios se le aparece a Moisés y le explica que diez plagas afectarán a Egipto. Las primeras nueve plagas causan daños masivos a Egipto y su pueblo, pero Ramsés no retrocede, y, por el contrario, oprime aún más a su pueblo para mantener su posición. Moisés se horroriza al saber de Dios que la décima plaga será la muerte de todos los primogénitos, pero sigue adelante con el plan. Los hebreos se protegen cubriendo sus puertas con sangre de cordero según las instrucciones de Moisés, mientras que todos los primogénitos de Egipto mueren, incluido el hijo pequeño de Ramsés, el cual, devastado, se rinde, permitiendo que los hebreos se vayan.
Durante el éxodo, los hebreos siguen el camino original de Moisés a través del desierto hacia el Mar Rojo. Aún llorando a su hijo, Ramsés reúne a su ejército y lo persigue. Después de atravesar un peligroso paso de montaña, Moisés y los hebreos llegan al borde del mar, sin saber qué hacer. Desesperado, Moisés arroja su espada al mar, que retrocede y abre un camino hacia el lado opuesto. Ramsés y su ejército continúan la persecución, pero Moisés se queda atrás para enfrentarlos. El Mar Rojo regresa, ahogando a la mayoría de los egipcios. Moisés sobrevive y se reúne con los hebreos. Ramsés también sobrevive, pero está angustiado y aturdido por la destrucción de su ejército, y sin forma aparente de regresar a Egipto. Moisés lleva a los hebreos de regreso a Madián, donde se reúne con Séfora y Gersón. En el Monte Sinaí, Moisés transcribe los Diez Mandamientos. Años más tarde, un Moisés anciano que cabalga con el Arca de la Alianza ve la manifestación de Dios caminando con los hebreos a través del desierto.

## Reparto
- Christian Bale como Moisés.
- Joel Edgerton como Ramsés II.
- Aaron Paul como Josué.
- John Turturro como Seti I.
- Ben Kingsley como Nun.
- Sigourney Weaver como Tuya.
- María Valverde como Séfora.[1]
- Indira Varma como Sumo Sacerdote.
- Hiam Abbass como Bithiah.
- Kevork Malikyan como Jetró.
- Anton Alexander como Dathan.
- Golshifteh Farahani como Nefertari.
- Tara Fitzgerald como Miriam.
- Ben Mendelsohn como Hegep.
- Dar Salim como Khyan.

## Producción
Hacia el 15 de marzo de 2013, Deadline.com informó de que Ridley Scott quería a Christian Bale como protagonista de la película, a quien posteriormente confirmó el papel de Moisés el siguiente 13 de agosto. El mismo día, Joel Edgerton también se unió al reparto con el fin de interpretar a Ramsés junto a Bale; y se confirmó que la producción empezaría en septiembre. El estudio anunció los cástines en Almería y Fuerteventura para buscar unos 4500 extras. El 27 de agosto, Aaron Paul también se unió a la película, con el papel de Josué. Sigourney Weaver, Ben Kingsley y John Turturro también entablaron conversaciones para unirse al reparto el mismo día.

### Rodaje
La filmación de la película comenzó en septiembre de 2013 en Pinewood Studios (Londres). En octubre el equipo se trasladó a España para rodar los exteriores en Almería y, más tarde, en Fuerteventura (Islas Canarias).

#### Localizaciones
Principalmente en Almería, destacando el rodaje en Pechina, Macael y el desierto de Tabernas. La provincia almeriense iba a albergar en un comienzo el 60% de las escenas de exteriores, aunque finalmente Ridley Scott decidió ampliarlo a un 70%. El 30% restante del metraje de exteriores se rodó en Fuerteventura (Islas Canarias), concretamente en los municipios de Pájara y Antigua. En los Pinewood Studios de Londres se rodaron las tomas de interior.
En la provincia de Almería (España) se construyeron decorados en los municipios de Pechina, concretamente en el paraje de El Chorrillo (al pie de Sierra Alhamilla), donde se intentó negociar sin éxito para mantener el set tras acabar el rodaje.  Tabernas, en el Llano de Benavides, situado en la Rambla del Búho —lugar que ya fue utilizado años atrás para escenificar una batalla en la película Patton—, y en el 'oasis' de la Rambla de Tabernas, el cual fue construido en 1962 por Eddie Fowlie para servir de escenario a la película Lawrence de Arabia; y Macael, en varias de sus muchas canteras de mármol, localizadas en el paraje de La Puntilla. Un paraje cercano al municipio de Sorbas y las antiguas Minas de Rodalquilar son dos localizaciones que se unieron también al film a pesar de que en un principio no se contaba con ellas. En este último escenario fue rodada la escena en la que Moisés recibe las tablas de los Diez Mandamientos.

#### Incidencias
En la tarde del martes 29 de octubre de 2013, 32 personas del equipo de rodaje de la película, que en esos días trabajaban en el Llano de Benavides (Tabernas), quedaron aisladas en una rambla cercana debido a que los siete vehículos en los que eran transportadas resultaron atrapados e inundados a causa de una breve pero intensa tromba de lluvia y granizo. Finalmente fueron rescatadas por el cuerpo de bomberos de Almería y los cuerpos de seguridad, sin tener que lamentar daños personales.

#### Repercusión social y económica del rodaje
Durante su visita a Almería, tanto a Christian Bale como a Ridley Scott les fueron ofrecidas sendas estrellas en el paseo de la fama de la ciudad. Mientras que el director aceptó dicho reconocimiento, al que se le dedicó una estrella colocada en noviembre de 2013 (la cual finalmente no fue inaugurada por Scott, como se había previsto en un principio, ya que la lluvia provocó retrasos en el desarrollo del rodaje y el cineasta marchó a Fuerteventura en cuanto terminó de rodar en Almería); el actor rechazó el galardón, afirmando que se encontraba muy metido en el papel y no quería distraerse con actividades imprevistas, prefiriendo pasar el tiempo en familia en la urbanización de lujo Almerimar. Además, durante el rodaje del filme en la misma provincia, la producción tuvo la visita del Príncipe de Asturias y su familia.
En lo referente a la economía se calcula que el rodaje de la cinta, con un presupuesto en torno a los más de 100 millones de euros, habrá dejado 43 de éstos en España, lo que se traduce en unas 500 contrataciones en la provincia almeriense, unas 400 en Fuerteventura y alrededor de 8.000 contratos esporádicos. A todo esto hay que sumar los gastos indirectos como alojamientos, dietas, servicios, etc.
En España, la filmación de esta superproducción cinematográfica fue recibida mayoritariamente con gran entusiasmo por la población de las localidades cercanas al rodaje, tanto por la ilusión de participar en una película de un reconocido director de cine como por suponer una oportunidad laboral en un momento de altos índices de desempleo. Prueba de ello fueron las largas colas de miles de personas que se agolparon a las puertas de los lugares donde se celebraron los cástines para figurantes, así como las numerosas solicitudes de empleo recibidas para trabajar en los puestos de producción que se ofrecían.

### Posproducción
El 8 de julio de 2014 se anunció que Alberto Iglesias sería el encargado de realizar la banda sonora de la película. El 9 de julio salió a la luz el primer tráiler de Exodus.

## Estreno
Exodus: Gods and Kings fue estrenada el 5 de diciembre en España y el 12 de diciembre en Estados Unidos.

## Recepción

### Crítica
Exodus ha recibido críticas mixtas a negativas. En el sitio Rotten Tomatoes, la película mantiene una aprobación de 27%, basada en 180 reseñas, de parte de la crítica con una calificación promedio de 4.9/10, mientras que tiene una aprobación de 35% de parte de la audiencia. 
En Metacritic, la película tiene una puntuación de 52 sobre 100, basada en 41 reseñas. Las audiencias de CinemaScore le han dado a la película una calificación de "B-" en una escala de A+ a F, mientras que en IMDb, los usuarios le han dado una puntuación de 6.0/10, basada en más de 171 000 votos.